# Поваровка (Калининградская область)
Поваровка (Кирпенен до 1946 года) — посёлок в Зеленоградском районе Калининградской области. Входит в состав Красноторовского сельского поселения.

## История
В 1946 году Кирпенен был переименован в поселок Поваровку.

## Население
| 2002 | 2010 |
| ---- | ---- |
| 386  | ↗406 |

## Транспорт
Через посёлок ходят автобус 120 до Калининграда и автобус 587 "Балтийск-Зеленоградск".